# Equisetum palustre
La coda cavallina (Equisetum palustre L.) è una pianta della famiglia delle Equisetaceae.

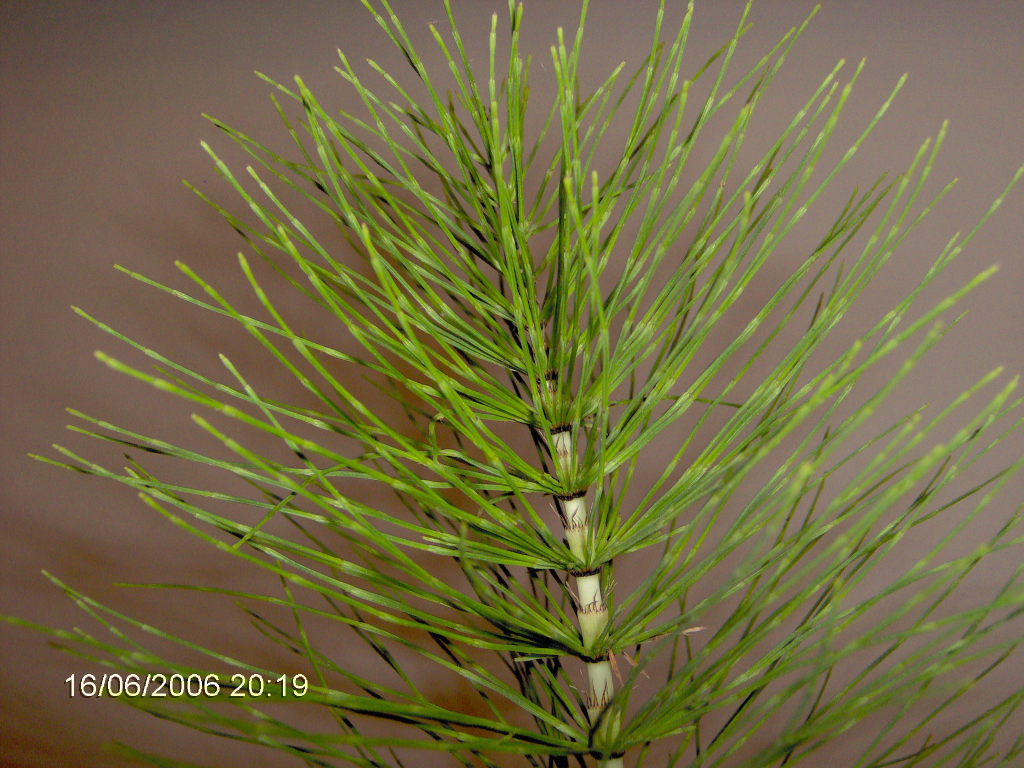
Coda cavallina

## Descrizione
Pianta perenne, alta 20–70 cm; fusto con 6-10 coste, tuboloso con cavità centrale più larga di quelle contornanti; guaine con 6-10 denti largamente marginati di bianco; spiga cilindrica peduncolata. Sporifica da maggio ad agosto.

## Habitat
Si trova, poco comunemente, nei prati umidi e negli ambienti lacustri fino a 1800 metri.